# استارومویناکوو
استارومویناکوو (انگلیسی: Staromuynakovo) یک شهرک در شهرستان اوچالینسکی استان باشقیرستان کشور روسیه است.